# Стшежево (Каменський повіт)
Стшежево (пол. Strzeżewo, нім. Stresow) — село в Польщі, у гміні Камень-Поморський Каменського повіту Західнопоморського воєводства.
Населення — 113 осіб (2011).
У 1975-1998 роках село належало до Щецинського воєводства.

## Демографія
Демографічна структура станом на 31 березня 2011 року:
|          | Загалом | Допрацездатний вік | Працездатний вік | Постпрацездатний вік |
| -------- | ------- | ------------------ | ---------------- | -------------------- |
| Чоловіки | 53      | 11                 | 37               | 5                    |
| Жінки    | 60      | 9                  | 37               | 14                   |
| Разом    | 113     | 20                 | 74               | 19                   |